# Nova Ipixuna
Nova Ipixuna är en kommun i Brasilien.   Den ligger i delstaten Pará, i den centrala delen av landet, 1 200 km norr om huvudstaden Brasília. Antalet invånare är 14 645.
Omgivningarna runt Nova Ipixuna är huvudsakligen savann. Runt Nova Ipixuna är det glesbefolkat, med 10 invånare per kvadratkilometer.